# Sfissifa
Sfissifa là một đô thị thuộc tỉnh Naama, Algérie. Dân số thời điểm năm 2002 là 2.633 người.